# Лізардит
Лізардит (рос. лизардит; англ. lizardite; нім. Lizardit m) — мінерал з групи серпентину — диметасилікат магнію шаруватої будови. За назвою мису Лізард на п-ові Корнуелл (Англія), E. J. W. Whittacker, J. Zussman, 1955.

## Загальний опис
Хімічна формула: Mg6(OH)8[Si4O10]. Містить (%): MgO — 43,0; H2O — 12,9; SiO4 — 44,1. Домішки: Ni, Mn, Fe, Al, Cr. Сингонія моноклінна. Утворює щільні агрегати. Густина 2,5-2,7. Тв. 2,5-3. Колір сірий, зеленуватий. Блиск скляний, жирний, восковий. Злам раковистий. Поганий провідник тепла. Зустрічається в ультраосновних масивах, де утворюється при гідротермальних процесах за рахунок олівіну, та в доломітизованих вапняках як продукт метасоматозу.
Знайдений в Україні у шаруватих силікатах Криму (О. І. Тищенко).

## Різновиди
Розрізняють:
- лізардит апокарбонатний (лізардит, генетично зв'язаний з карбонатними породами);
- лізардит апооловіновий (лізардит, генетично зв'язаний з олівіновими породами);
- лізардит псевдоволокнистий (лізардит деяких родовищ хризотил-азбесту, який під електронним мікроскопом має вигляд дещо видовжених пластинок).